# Будизам у југоисточној Азији
Будизам у југоисточној Азији (у Мјанмару, Тајланду, Камбоџи и Лаосу) је претежно теравада школе. Изузетак је будизам у Вијетнаму, који је претежно махајана школе, под утицајем кинеског будизма.
У раном будизму југоисточне Азије се испољавао снажан утицај махајане, а често су били заступљени и тантрички елементи. Будизам у југоисточној Азији остаће еклектичан све до 15. века, када је теравада ортодоксија из Шри Ланке коначно прихваћена. Данас је теравада будизам заједничка религија у Бурми, Тајланду, Камбоџи и Лаосу, где монаси могу да се крећу од једног до другог манастира без икаквих препрека, користећи исте пали текстове и придржавајући се истих монашких правила. Свака од ових земаља је током историје била монархија, чији су владари традиционално били будисти, и носили звање главног монаха.
У земљама југоисточне Азије, народна веровања су се стопила са будизмом, стварајући својствене националне спојеве који се називају бурмански будизам, тајски будизам итд.
У југоисточној Азији је видљива спрега државе и будизма, а посебно у Тајланду и Камбоџи где је будизам државна религија.

## Историја

### Први контакти
Прве будистичке емисаре у југоисточну Азију послао је цар Ашока у 3. веку пре наше ере. Они су се кретали добро познатим трговачким путевима ка "Златној земљи", која је вероватно била западна обала Индонезије. Међутим, ова религија је почела да хвата корен тек почетком 1. века, када су се и многи Индијци населили у региону.

### Долазак тераваде
Народи који су насељавали Мјанмар - Пју, тибетанског порекла, и Мон, за које се представља да су дошли са источне обале Индије - су већ у 6. веку прихватили теравада будизам - вероватно пренет са југа Индије. Махајана будизам је у Мјанмар стигао копном, преко Бенгала и Асама, можда још раније.

### Долазак махајане
Махајана будизам почео је да стиже у Индонезију у 7. веку и постао је утицајан на Суматри под покровитељством Шривидаја краљева. Индонежански ученици путовали су у Наланду, држава Бихар, где су се упознавали са вађрајана учењем. Величанствени Боробудур комплекс на Јави, из 9. века, комбинује форме ране будистичке ступе са егзотичнијим стилом вађрајана архитектуре.
Индонезија је била битно упориште будизма у југоисточној Азији, али је тамо касније превагнуо ислам.
Кмери, који су дошли из долине Меконга, преузели су током 9. века контролу над оним што ће касније постати Сијам и Камбоџа. Они су били хиндуисти који су лако комбиновали обожавање својих богова са махајана бодисатвама, локалним духовима и прецима. Кмерска космологија играла је средишњу улогу у систему веровања, како будиста тако и хиндуиста, у југоисточној Азији.

### Превласт тераваде
Током 11. века владар краљевства Пагана (прве бурмаске државе) покушао је да уклони тантристичке утицаје из бурманских манастира и обнови монастицизам теравадске форме, онако како га је сачувао народ Мон. Махајана будизам је почео да слаби, а пали је заменио санскрит као службени језик светих текстова (иако су у широкој употреби били и преводи на локалним језицима), који су ревидирани уз помоћ монаха са Шри Ланке. Уједињавање Бурме као великог средишта будистичке културе и учености током овог периода резултирало је потискивањем мноштва култова нат, или локалних духова, иако су се ти култови и неки елементи браманизма ипак задржали као упадљива особина бурманског будизма.
Кмерско краљевство су у 15. веку уништили Тајланђани, који су били заправо теравада будисти, у то време лоцирани у долини реке Ћао Праја. Под њиховим утицајем теравада будизам постао је доминантна религија у Камбоџи. Такође, теравада будизам је пренет и у Лаос када је тамо у 14. веку основано краљевство. Лаошани су били слични Тајланђанима и њихова култура садржавала је мноштво пучких елемената, као што је астрологија, а које је будизам без проблема задржао. Тајланђани су, слично Бурманцима, претрпели мањи утицај хиндуистичких веровања од Камбоџанаца и Индонежана. Главни разлог за ово је што су Мон прихватили теравада будизам релативно рано.

### Савремени период
Будизам у Вијетнаму представља синтезу тјена (зена) и чисте земље, а многи манастири делују као духовни центри за обучавање локалних вођа. Посебно важан пример борбеног будизма јесте Вијетнам после повлачења француских колонизатора. Генерал Дием, који је прихватио римокатолицизам, је срушен с власти од стране коалиције у којој је важно место имала будистичка санга. Дием је покушао да врши римокатоличку евангелизацију Јужног Вијетнама и први противник који му се супротставио, као чувар суштине вијетнамизма, био је будизам, који је бранио Вијетнам од римокатолицизма са југа и комунизма са севера. Покрет за уједињење будизма и активан будистички мировни покрет током Вијетнамског рата имали су подршку од вијетнамског тјена.
Током грађанског рата у Шриланки (1983—2009), будистистичка санга је имала прилично активну улогу у сукобу. Франеса Тиал сматра да су крваве сукобе Тамила, претежно хиндуса, и будистичке већине, изазвали позиви које је будистичко свештенство објављивало у више наврата против Тамила.
Почетком 21. века у Мјанмару, где будизам има изразито конзервативну улогу, многи будисти агитују против равноправности жена и муслиманске мањине и залажу се за доношење закона о заштити расе и религије.

## Обележја

### Повезаност са политиком
Занимљиво је да у Бурми, Тајланду, Лаосу, Камбоџи и Вијетнаму, Буда није примарно доживљен као проповедник одрицања од света, већ као cakravartin, покретач Точка дарме, Владалац Света. Будизам је од почетка живео у симбиози са политиком у југоисточној Азији. To објашњава и подизање величанствених споменика у циљу душевног надграђивања, правих енциклопедија у камену које сумирају доктрину и стазу посвећености што води ка Пробуђеном.
Однос религије и политике у земљама југоисточне Азије, политиколози религије изражавају следећим цртама: 
- будизам је битна одредница националног идентитета и свести у тим земљама
- будистичка заједница и монашка санга је потенцијални и стварни нолитички фактор
- будистичка религија, иако суштински усмерена ка трансцендентним духовиим циљевима, садржи потенцијал за развој политичке теорије.

Суочен са западњачким колонијализмом, будизам је дао народима југоисточне Азије снажан осећај националног идентитета.

### Прихватање народних веровања
У земљама Индокине уочљиво је прилагођавање аутохтоним веровањима, посебно у духове које треба умилостивити, као и астрологији и нумерологији. Локална веровања су се стопила са будизмом на народном нивоу, стварајући својствене националне спојеве који се називају бурмански будизам, тајски будизам итд.